# 漢斯 (加利福尼亞州)
漢斯（英語：Hams）是位於美國加利福尼亞州卡拉韋拉斯縣的一個非建制地區。該地的面積和人口皆未知。

## 地理
漢斯的座標為38°22′27″N 120°27′44″W / 38.37417°N 120.46222°W，而該地的平均海拔高度為907米（即2976英尺）。